# سرخان اجاق‌وردی‌اف
سرخان اجاق‌وردی‌اف (به ترکی آذربایجانی: Sərxan Surxay oğlu Ocaqverdiyev) (زاده ۱۶ ژوئیه ۱۹۶۷، گران‌بوی، آذربایجان شوروی - درگذشت ۵ می ۱۹۹۲، روستای تالش، شهرستان گران‌بوی، جمهوری آذربایجان) قهرمان ملی جمهوری آذربایجان و از جنگجویان کشته‌شده در جنگ قره‌باغ بود.

## سنین جوانی و تحصیل
سرخان اجاق‌وردی‌اف در ۱۶ ژوئیه ۱۹۶۷ در روستای صفی‌کرد در شهرستان گران‌بوی آذربایجان شوروی زاده شد. وی از سال ۱۹۷۵ تا ۱۹۸۵ به دبیرستان در روستای تاتارلی رفت. وی در سال ۱۹۸۵ در ارتش شوروی خدمت کرد و در سال ۱۹۸۷ خدمت سربازی خود را به پایان رساند. در همان سال، وی در دانشکده مهندسی مکانیک گنجه که در سال ۱۹۸۹ فارغ‌التحصیل شد، پذیرفته شد و در کارخانه مهندسی مکانیک گنجه شروع به کار کرد.

## جنگ قره‌باغ
هنگامی که درگیری ارامنه و آذری‌ها فزونی یافت، اجاق‌وردی‌اف داوطلبانه به خط مقدم رفت و به صفوف ارتش آذربایجان پیوست. وی در چندین نبرد در اطراف شهرستان خواجه‌لی حضور داشت. وی در میان نبردهای روز ۵ می ۱۹۹۲ درگذشت.

## افتخارات و نشان‌ها
سرخان اجاق‌وردی‌اف با فرمان ریاست جمهوری شماره ۸۳۳ به‌تاریخ ۷ ژوئن ۱۹۹۲ پس از مرگ عنوان قهرمان ملی جمهوری آذربایجان را دریافت کرد.

## یادبود
مدرسه متوسطه‌ای که وی در آن تحصیل کرد به نام وی نامگذاری شده‌است.